# Tyroliet
Het mineraal tyroliet is een gehydrateerd calcium-koper-carbonaat-arsenaat met de chemische formule CaCu5(AsO4)2(CO3)(OH)4·6(H2O).

## Eigenschappen
Het doorschijnend blauwe, blauwgroene of lichtgroene tyroliet heeft een glas- tot parelglans, een vaalblauwe streepkleur en de splijting van het mineraal is perfect volgens het kristalvlak [001]. Het kristalstelsel is orthorombisch. Tyroliet heeft een gemiddelde dichtheid van 3,15, de hardheid is 1,5 tot 2 en het mineraal is niet radioactief.

## Naam
Het mineraal tyroliet (ook: tiroliet) is genoemd naar de Oostenrijks-Italiaanse regio Tirol.

## Voorkomen
Het mineraal tyroliet is een secundair koper-mineraal dat samen met andere arsenaten en carbonaten wordt gevonden. De typelocatie van tyroliet is het gebied rondom Brixlegg en Schwaz bij Innsbruck, Tirol, Oostenrijk. Het mineraal wordt ook gevonden in Snohomish County in de Amerikaanse staat Washington en in Juab County in de staat Utah.